# Spencer Matthews
Spencer George Matthews (6 de agosto de 1988) es una celebridad, personalidad de telerrealidad y autor británico. Es conocido por aparecer en los programas Made in Chelsea, I'm a Celebrity...Get Me Out of Here!, The Bachelor, The Jump y Five Star Hotel.

## Primeros años
Es el tercer hijo del terrateniente y empresario David Matthews de su segundo matrimonio con la artista rhodesiana Jane Spencer Parker. Su madre fue educada en Slade School of Fine Art. Fue nombrada en honor a su abuelo maternor, Robert Spencer Parker, un arquitecto. Tiene una medio-hermana mayor, Nina (del primer matrimonio de su padre), y dos hermanos mayores James Matthews y Michael.
La familia poseía Caunton Manor, una propiedad en Nottinghamshire, y Eden Rock en Saint Barthélemy, uno de los top 100 resorts en el mundo. Matthews dividió su infancia entre las dos propiedades.
Fue educado en el Eton College. En 1999, cuando Matthews tenía 10 años, su hermano Michael murió en un accidente en el Everest, horas después de convertirse en británico más joven en llegar a la cima.
Asistió a la Universidad de California del Sur donde estudió Cine y Televisión para convertirse en artista, aunque abandonó tras nueve meses.
En 2007, tras comprar una propiedad de caza en Escocia, sus padres adquirieron el título de cortesía de Laird y Lady Glen Affric.

## Carrera
Matthews trabajó como mánager de relaciones públicas, como actor y como operador de divisas en los corredores Icap.
Se convirtió en personaje mediático en el reality de E4, Made in Chelsea, centrado en su vida romántica con la primera temporada empezando con la amistad que tiene con Caggie Dunlop, la cual se supone que llega a mayores. Salió con parte de sus compañeras de reparto, ganándose una reputación de casanova. Matthews se despidió del programa debido a reportajes de la prensa sobre su adicción con tomar esteroides.
En 2012, Matthews fue participante principal de The Bachelor. En 2015, participó en la quinta temporada de la serie I'm a Celebrity...Get Me Out of Here!, pero lo dejó después de 2 días. En 2013, Matthews publicó su autobiografía, Confesiones de un chico de Chelsea. El 12 de marzo de 2017, Matthews ganó la serie de telerrealidad The Jump de Channel 4.
En 2018, se convirtió en el rostro del reloj Omnitrix deluxe de Ben 10 de Cartoon Network.  En 2019 trabajó junto a su mujer en su programa de E4, Spencer, Vogue and Baby Too. El programa tuvo segunda temporada. También fundó la marca Eden Rocks, especializada en el comercio de diamantes, y la Clean Liquor Company, que comercializa bebidas alcohólicas.
Matthews ha sido presentador del programa de la BBC, Watchdog, y apareció en una campaña de CBeebies en 2019.

## Vida personal
Matthews está casado con la modelo irlandesa, Vogue Williams. Anunciaron su compromiso en febrero de 2018, y se casaron en la propiedad familiar del novio, Glen Affric, en junio de 2018. Su primer hijo, un varón al que llamaron Theodore Frederick Michael Matthews, nació el 5 de septiembre de 2018. En marzo de 2020 la pareja anunció que esperaban su segundo hijo. El 22 de julio de 2020, la pareja le dio la bienvenida a una niña llamada Gigi Margaux Matthews. En octubre de 2021 anunció que estaban esperando su tercer hijo. Su hijo Otto James Matthews nació el 18 de abril de 2022.
1. 1 2 3 4 5 6 7 8 9